# Gdyby tysiąc klarnetów
Gdyby tysiąc klarnetów (cz. Kdyby tisíc klarinetů) – czechosłowacki komediowy musical fantastycznonaukowy z 1965. Adaptacja sztuki scenicznej Jiřiego Suchego i Ivana Vyskočila pod tym samym tytułem.

## Obsada
- Jana Brejchová jako Tereza
- Hana Hegerová jako Edita
- Karel Gott jako Benjamin Novák
- Eva Pilarová jako Klaudia
- Pavlína Filipovská jako pensjonarka
- Jitka Zelenohorská jako pensjonarka
- Naďa Urbánková jako pensjonarka
- Consuela Morávková jako pensjonarka
- Rudolf Cortés jako nauczyciel muzyki
- Jan Vostrčil jako kapelmistrz
- Milena Zahrynowská jako tancerka
- Jiří Kaftan jako tancerz
- Pavel Šmok jako choreograf Robins
- Bohumil Šmída jako szef telewizji TelVis
- Evelyna Steimarová jako sekretarka szefa TelVis
- Antonín Jedlička jako magazynier
- Jiří Menzel jako dezerter Schulze
- Jiří Jelínek jako sierżant Nicolas
- Vlastimil Brodský jako pułkownik Korund
- Karel Mareš jako porucznik Lorenz
- Jiří Bruder jako podporucznik Max
- Jan Pohan jako Kraus, dowódca komandosów
- Waldemar Matuška jako żołnierz Patrik
- Vladimír Hrabánek jako żołnierz Hubert
- Jiří Lír jako żołnierz George
- Vlastimil Bedrna jako żołnierz Karel
- Jiří Šašek jako żołnierz Láda
- Zdeněk Najman jako żołnierz Něna
- Antonín Šůra jako żołnierz Tony
- Juraj Herz jako żołnierz Kyncl
- Karel Štědrý jako żołnierz Kadrnožka
- Ladislav Štaidl jako żołnierz
- Zdeněk Braunschläger jako żołnierz
- Miroslav Moravec jako żołnierz
- Pavel Sedláček jako żołnierz
- Jiří Suchý jako spadochroniarz
- Jiří Šlitr jako spadochroniarz
- Darek Vostřel jako gruby major
- Václav Lohniský jako stary major
- Václav Wasserman jako generał
- Martin Růžek jako minister wojny
- Lubomír Kostelka jako wartownik

## Źródła
- Gdyby tysiąc klarnetów w bazie IMDb (ang.)
- Gdyby tysiąc klarnetów w bazie Filmweb
- Kdyby tisíc klarinetů w bazie Kinobox.cz (cz.)
- Kdyby tisíc klarinetů. w bazie ČSFD.cz. (cz.).
- Kdyby tisíc klarinetů. w bazie FDb.cz. (cz.).